# فصل التردد
يُستخدم مصطلح فصل التردد في علم الرجفات الشمسية (هيليوسيسمولوجي) وعلم دراسة تذبذب النجوم (أستيروسيسمولوجي) لوصف تباعد وانفصال التردد بين الأنماط (الأوضاع) المتصلة للذبذات ذات الدرجة الزاوية (l) نفسها، والتي تختلف بالتدرج القطري (n).
بالنسبة لنجم ما كالشمس، بالإمكان وصف التردد في هذه الحالة باستخدام (تباعد الترددات الكبير) بين أنماط تدرجات قطرية مختلفة (136 ميكروهرتز في الشمس)، وتباعد الترددات الصغير بين أنماط زوجية وفردية لنفس التدرج القطري (9.0 ميكروهرتز في الشمس).
وستكون الفترة التي تتوافق مع تباعد الترددات الكبير مساوية تقريباً للزمن المطلوب لانتقال موجة صوتية إلى مركز الشمس ثم العودة، مما يؤكد ويثبت الطبيعة الشاملة للتذبذات المشاهدة.
يُستخدم نوع آخر من فصل التردد، وهو الانشقاق الدوراني، في البيانات الشمسية عالية الدقة بين أنماطٍ لها نفس الدرجة الزاوية، ولكن بتدرج سمتي (m) مختلف.
| النجم         | تباعد الترددات الكبير                | تباعد الترددات الصغير |
| ------------- | ------------------------------------ | --------------------- |
| الشمس         | 136 μHz                              | 9.0 μHz               |
| السماك الرامح | 0.825 {\displaystyle \pm } 0.049 μHz | غير موجود             |